# Дамериус, Гельмут
Ге́льмут Даме́риус (нем. Helmut Damerius; 16 декабря 1905, Веддинг — 29 сентября 1985, Восточный Берлин) — немецкий режиссёр и актёр. Член Коммунистической партии Германии, основатель и руководитель пропагандистской группы «Колонна левых». Эмигрировав в СССР, в течение многих лет отбывал наказание по ложному обвинению. После реабилитации в 1950-е годы вернулся на родину и руководил в ГДР концертной дирекцией.

## Биография
Гельмут Дамериус родился в семье садовника и цветочницы и провёл юность в «красном Веддинге». В 1910-е годы учился на цветочника, работал курьером в обивочной мастерской и отделочником. Первый опыт политической деятельности получил в кружке любителей природы в Ланквице. В 1922 году вступил в Союз анархо-синдикалистской молодёжи Германии, а в 1924 году — в Коммунистическую партию Германии. Участвовал в пролетарском ансамбле хоровой декламации в Штеглице и выступал на пролетарской сцене в районе Митте. В 1922—1927 годах состоял в браке с немецкой коммунисткой Эмми Дамериус, урождённой Цадах, впоследствии супругой Вильгельма Кёнена. 
В 1927 году вышел из компартии, в 1929 году вступил в неё вновь.
В 1930 году стал руководителем пропагандистской группы «Колонна линкс». За успехи в агитационной работе в 1931 году был поощрён поездкой в СССР на четыре недели. Дамериус воспользовался этой возможностью, чтобы вместе с «Колонной линкс» эмигрировать в СССР, где они перед рабочими. 
С февраля 1933 по сентябрь 1934 года учился в Коммунистическом университете национальных меньшинств Запада имени Мархлевского. Пройдя партийную чистку, в ноябре 1933 года был рекомендован в ряды ВКП(б).
С сентября 1934 года  учился в Государственном институте театрального искусства. Получил гражданство СССР. Снялся в роли тюремного надзирателя в фильме «Борцы», но не указан в титрах.
С 1936 года был тайным сотрудником НКВД, 17 марта 1938 года был арестован по ложному обвинению и доставлен на Лубянку. В октябре 1938 года на закрытом заседании суда по обвинению в шпионаже был осуждён к 8 годам заключения в трудовом лагере и отбывал срок в исправительном учреждении в Соликамске, работая на лесозаготовках. В 1947 году был освобождён и отправлен на свободное поселение в Казахстан, где проживал в течение 11 лет.
В мае 1955 года был реабилитирован и в 1956 году выехал в ГДР, подписав обязательство не предавать огласке информацию о своём прошлом в Советском Союзе. В 1960—1961 годах руководил Художественным агентством ГДР.
В последние годы жизни тайно записывал свои воспоминания о годах, проведённых в бессмысленном заключении. В 1982 году передал готовую рукопись немецкому театро- и литературоведу Вернеру Миттенцваю. Гельмут Дамериус умер в сентябре 1985 года, его воспоминания под названием «По ложному обвинению — 18 лет в тайге и степи» увидели свет в 1990 году.

## Семья
- Первая жена — литературовед Ольга Давыдовна Айзенштадт (1911—1988), дочь присяжного поверенного, библиофила и книгоиздателя Давида Самуиловича (Самойловича) Айзенштата (Айзенштадта, 1880—1947), основателя и директора «Книжной лавки писателей» в Москве, и Марии Маврикиевны Айзенштат (урождённой Гиршман, 1883—1965), адвоката, историка, переводчицы. Их дочь Ольга умерла ребёнком[3].
- Вторая жена (с 1959 года) — Хильдегард Хайнце (1910—2006), юрист и политик.

## Сочинения
- Über zehn Meere zum Mittelpunkt der Welt: Erinnerungen an die «Kolonne Links». Henschel, Berlin 1977.
- Unter falscher Anschuldigung: 18 Jahre in Taiga und Steppe. Aufbau, Berlin und Weimar 1990, ISBN 3-351-01776-6.